# Osip Pietrow
Osip Afanasjewicz Pietrow, ros. Осип Афанасиевич Петров (ur. 3 listopada?/15 listopada 1807 w Jelizawietgradzie, zm. 28 lutego?/12 marca 1878 w Petersburgu) – rosyjski śpiewak operowy, bas.

## Życiorys
Karierę zaczynał w chórach cerkiewnych i wędrownych trupach artystycznych. W 1826 roku zadebiutował w Jelizawietgradzie w zespole Żurachowskiego, występując w wodewilu Catterino Cavosa Kozak-stichotworiec. W 1830 roku został dostrzeżony przez Lebiediewa, dyrektora cesarskiego teatru operowego, i ściągnięty do Petersburga, gdzie debiutował jako Sarastro w Czarodziejskim flecie W.A. Mozarta. Z Petersburgiem związany był do końca życia, grając role w operach W.A. Mozarta, C.M. von Webera, V. Belliniego, G. Donizettiego, G. Meyerbeera i G. Rossiniego. Brał udział w prawykonaniach licznych oper rosyjskich kompozytorów, kreował m.in. postacie Iwana Susanina Życiu za cara (1836) i Rusłana w Rusłanie i Ludmile Michaiła Glinki, Millera w Rusałce (1856) i Leporella w Kamiennym gościu (1872) Aleksandra Dargomyżskiego, Iwana Groźnego w Pskowiance (1868) Nikołaja Rimskiego-Korsakowa, Burmistrza w Kowalu Wakule (1876) Piotra Czajkowskiego oraz Warłaama w Borysie Godunowie (1874) Modesta Musorgskiego.
Należał do największych rosyjskich basów, jego głos cechował się barwą, głębią i intensywnością wyrazu oraz nadzwyczaj szeroką skalą, sięgającą od H1 do gis2.